# Широков, Евгений Николаевич
Евге́ний Никола́евич Широ́ков (28 марта 1931, Касли, Уральская область, РСФСР — 31 декабря 2017, Пермь) — советский, российский художник-живописец, мастер портрета, педагог. Народный художник СССР (1986).

## Биография
Родился в уральском посёлке Касли (ныне город в Челябинской области).
Учился в Свердловском художественном училище (1947-52), Ленинградском высшем художественно-промышленном училище имени В. И. Мухиной (1952-58), поселился в Перми. С тех пор вся жизнь художника связана с Пермью. В 1960—1987 годах избирался делегатом четырёх съездов Союза художников СССР и РСФСР; с 1973 года входил в состав правления Союза художников РСФСР. Более 30 лет возглавлял художественный совет Пермской организации художественного фонда РСФСР. Входил в состав зонального выставочного комитета «Урал социалистический».
Участвовал в зарубежных, всесоюзных, республиканских, зональных, региональных, областных художественных выставках, начиная с 1950-х годов. Персональные выставки состоялись в Перми (1962, 1976, 1981, 1984, 2007) и Тюмени (1984).
Профессор отделения живописи факультета искусств Пермского государственного института искусств и культуры с 1993 года.
Скончался 31 декабря 2017 года в Перми.

## Творчество

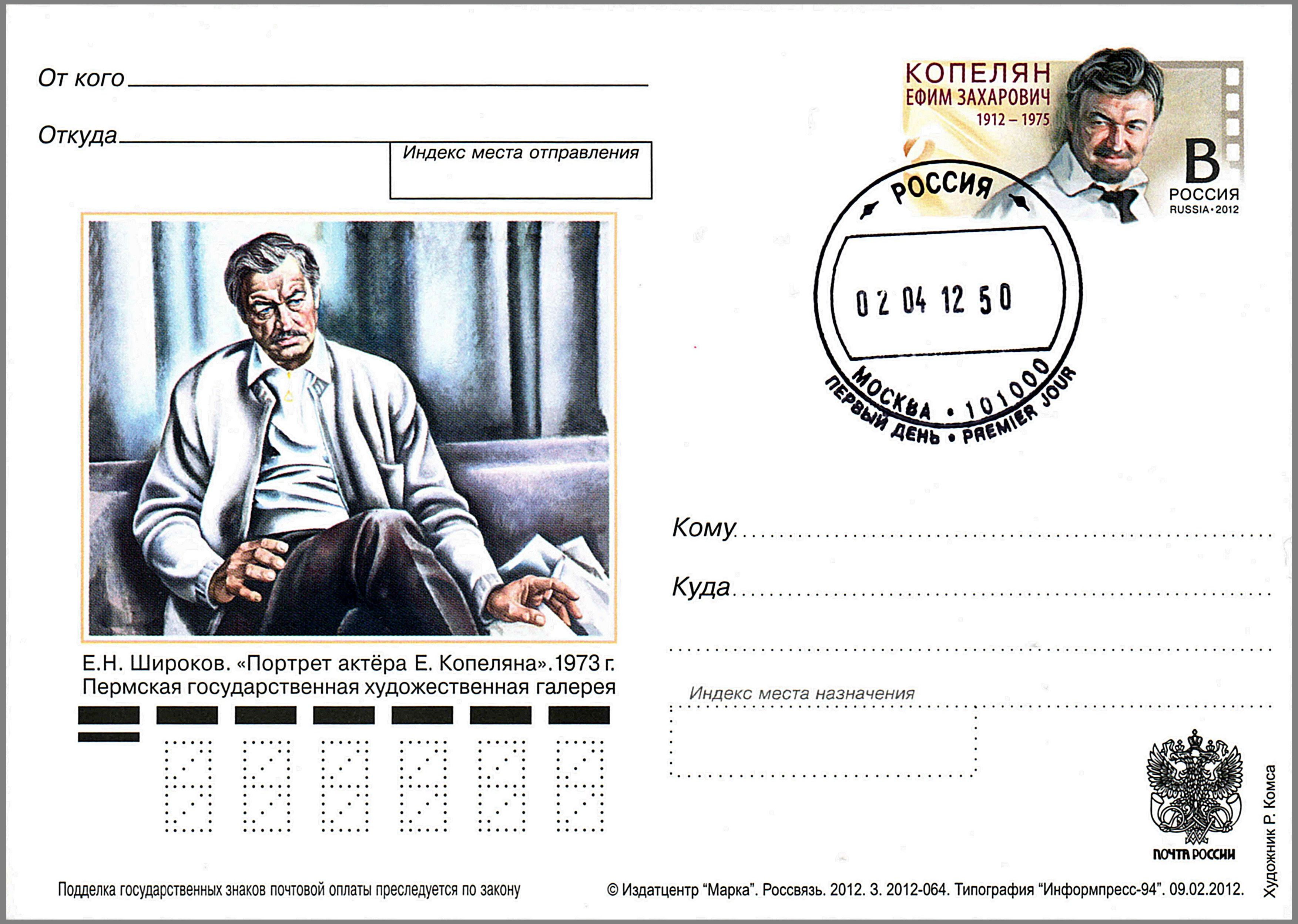
Е. Н. Широков. Портрет актёра Ефима Копеляна. 1973 г. ПГХГ. Репродукция на почтовой карточке. Россия, 2012 г.,

Евгений Широков — представитель «сурового стиля» в живописи. Это особое направление в социалистическом реализме, крайне популярное на рубеже 50-60-х годов. Данный стиль характеризуется тем, что мастера пытаются передать судьбы современников, как правило, простых людей — рабочих, студентов. Особое внимание они уделяют их силе воли, энергии. Художники «сурового стиля» живописи воспевают романтику трудовых будней. Их полотна максимально лаконичны и обобщены. Выразительности удается достичь за счет плоскости цвета, а также линейных контуров фигур.
Произведения художника находятся в Государственной Третьяковской галерее, Пермской государственной художественной галерее, музеях Пермского края, Урала, Сибири. Среди его картин: «Друзья» (1976), «Начало Великого похода Витуса Беринга. Оса» «Портрет балерины Нади», портреты Н. В. Мешкова, С. П. Дягилева, А. Каплера, Ю. В. Друниной, Е. А. Панфилова и др.

## Награды и звания
- Заслуженный художник РСФСР (1968)
- Народный художник РСФСР (1976)
- Народный художник СССР (1986)
- Орден «Знак Почёта» (1981)
- Диплом Академии художеств СССР (1979)
- Медали и грамоты Министерства культуры СССР и РСФСР, Верховного Совета РСФСР (1973)
- Почётный гражданин Перми (1998)
- Почётный гражданин Пермской области (1999).